# Lichtopstand van White Point
De lichtopstand van White Point (Engels: White Point Light) is een lichtopstand in de Canadese provincie Newfoundland en Labrador. Hij bevindt zich op de gelijknamige landtong in de nabijheid van Indian Tickle, een kleine nederzetting aan de oostkust van Labrador. Het is een opvolger van de historisch significante doch reeds lang afgebroken vuurtoren die dateerde uit 1905.
De lichtopstand geeft de noordelijke toegang tot het zeegat Indian Tickle aan en wordt daarom soms ook het Indian Tickle Light genoemd.

## Beschrijving
De huidige lichtopstand bestaat uit een open skeletconstructie, een zogenaamde skeletal tower ("skelettoren"). De vierkantige toren fungeert ook als dagmerk door de rechthoekige rode en witte banden die er op aangebracht zijn. De lichtopstand is 4,6 meter hoog maar heeft vanwege de hoogte van White Point een totale lichthoogte van 20,9 meter.
Het licht is wit en heeft een cyclus van 5 seconden, waarbij een 1 seconde durende lichtflits gevolgd wordt door vier seconden van duisternis. Het licht is zichtbaar vanop zeven zeemijl. Er is seizoensgebonden ook een mistsignaal in werking.

## Ligging en belang

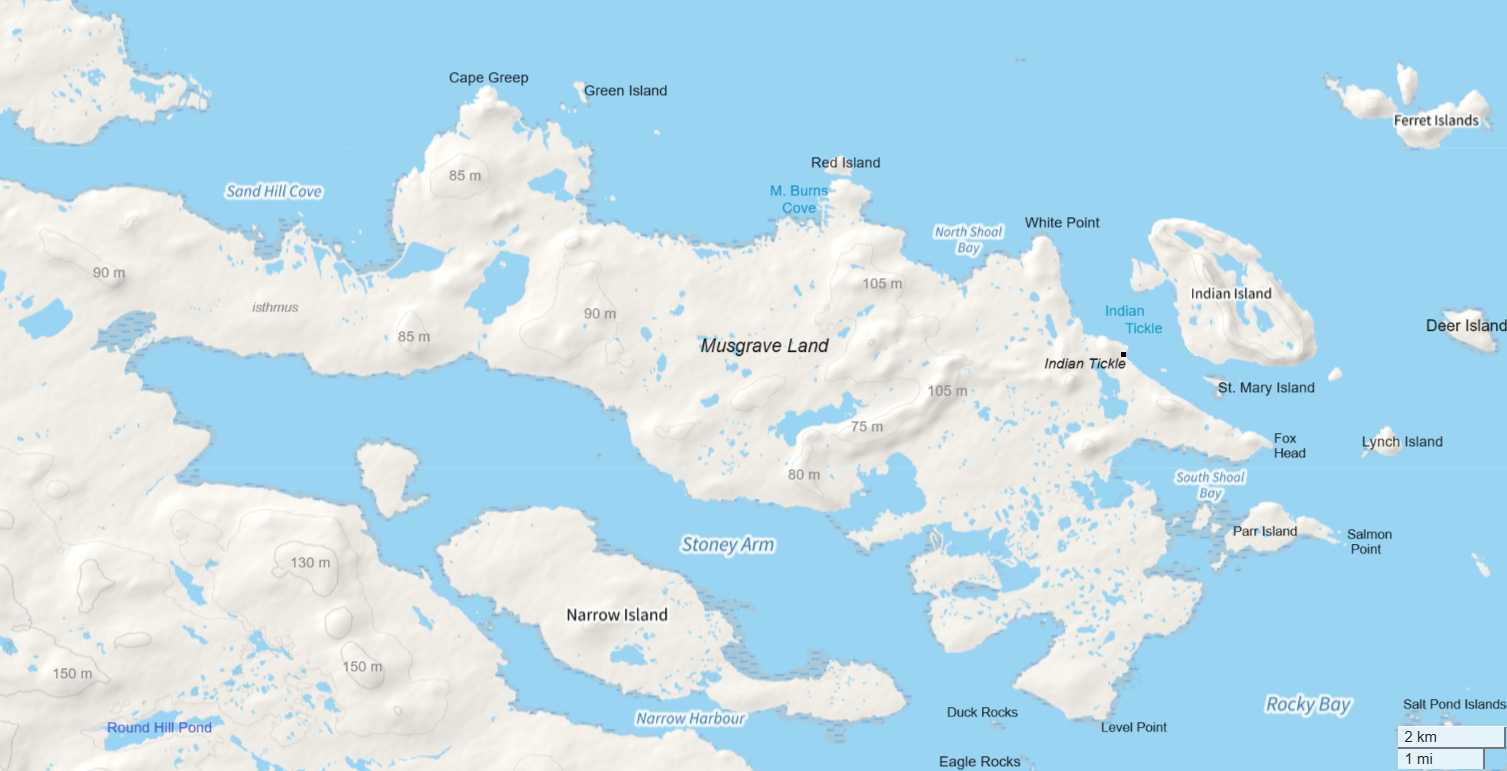
Kaart van het Musgrave Land met aanduiding van White Point rechtsmidden

De lichtopstand bevindt zich aan White Point, een landtong aan de Labradorzeekust in het uiterste oosten van de regio Labrador. De voormelde landtong maakt deel uit van het schiereiland Musgrave Land en kijkt uit over Indian Island, dat gelegen is aan de overkant van de ongeveer anderhalve kilometer brede Indian Tickle.
Zo'n 2,5 km ten zuidoosten van de lichtopstand bevindt zich de vissersnederzetting Indian Tickle. Deze had in de 19e en vroege 20e eeuw een groot belang, maar heeft reeds sinds het midden van de 20e geen permanente inwoners meer en fungeert sindsdien enkel nog als zomernederzetting.
De Indian Tickle is een relatief smal zeegat dat belang heeft voor de lokale scheepvaart, vooral als zijnde de enige toegang tot de gelijknamige vissersnederzetting. De lichtopstand dient dan ook voornamelijk ter aanduiding van de noordelijke ingang ervan. Anderzijds ligt er tot 300 meter rondom White Point een ondiepte, waardoor boten op een zekere afstand van de landtong moet blijven en de aanduiding ervan ook daarom zinvol is.

## Voorgeschiedenis
De eerste vuurtoren te White Point trad in werking op 1 oktober 1905. Hij was daarmee op dat moment de noordelijkste vuurtoren in de Kolonie Newfoundland en – samen met de gelijktijdig gebouwde vuurtoren van Double Island – de eerste vuurtoren aan de Labradorse oostkust.
Het was een negen meter hoge houten vierkanten toren met schuine zijden. Naast de toren stond een woning en opslaggebouw, dewelke net als de toren zelf allen wit geverfd waren. De eerste vuurtorenwachter was William Bradbury (1905–1908), dewelke opgevolgd werd door Samuel Norman. Het licht scheen steeds 7 seconden lang, waarna het gevolgd werd door 3 seconden duisternis.
In 1933 werd de vuurtoren vervangen door een witte, achthoekige houten toren. Deze toren werkte automatisch, waardoor er geen vuurtorenwachter meer nodig was en er aldus ook geen nood meer was aan bijgebouwen. De nieuwe toren had één schittering per twee seconden.
In de tweede helft van de 20e eeuw werd ook de tweede vuurtoren afgebroken en vervangen door de huidige lichtopstand.